# Myotis frater
Espèce
Répartition géographique
Statut de conservation UICN

 DD  : Données insuffisantes
Myotis frater est une espèce de chauves-souris de la famille des Vespertilionidae.

## Liste des sous-espèces
Selon Mammal Species of the World (version 3, 2005)  (21 novembre 2020) :
- sous-espèce Myotis frater eniseensis Tsytsulina & Strelkov, 2002
- sous-espèce Myotis frater frater G. M. Allen, 1923
- sous-espèce Myotis frater kaguyae Imaizumi, 1956
- sous-espèce Myotis frater longicaudatus Ognev, 1927